# Ålum Sogn
Ålum Sogn er et sogn i Randers Søndre Provsti, (Århus Stift). 
I 1800-tallet var Ålum Sogn anneks til Øster Bjerregrav Sogn. Begge sogne hørte til Sønderlyng Herred i Viborg Amt. Øster Bjerregrav-Ålum sognekommune blev ved kommunalreformen i 1970 indlemmet i Purhus Kommune, som ved strukturreformen i 2007 indgik i Randers Kommune.
I Ålum Sogn ligger Ålum Kirke.
I sognet findes følgende autoriserede stednavne:
- Fussing Sø (vandareal)
- Fussingø (ejerlav, landbrugsejendom)
- Gjandrup (bebyggelse, ejerlav)
- Nørre Ålum (bebyggelse)
- Over Fussing Mark (bebyggelse)
- Sortesogn (bebyggelse)
- Svinding (bebyggelse, ejerlav)
- Svinding Mark (bebyggelse)
- Venning (bebyggelse, ejerlav)
- Venning Nymark (bebyggelse)
- Volstrup (bebyggelse, ejerlav)
- Ålum (bebyggelse, ejerlav)
- Ålum Vestermark (bebyggelse)
- Ålum Østermark (bebyggelse)